# Hyatt Hotels Corporation

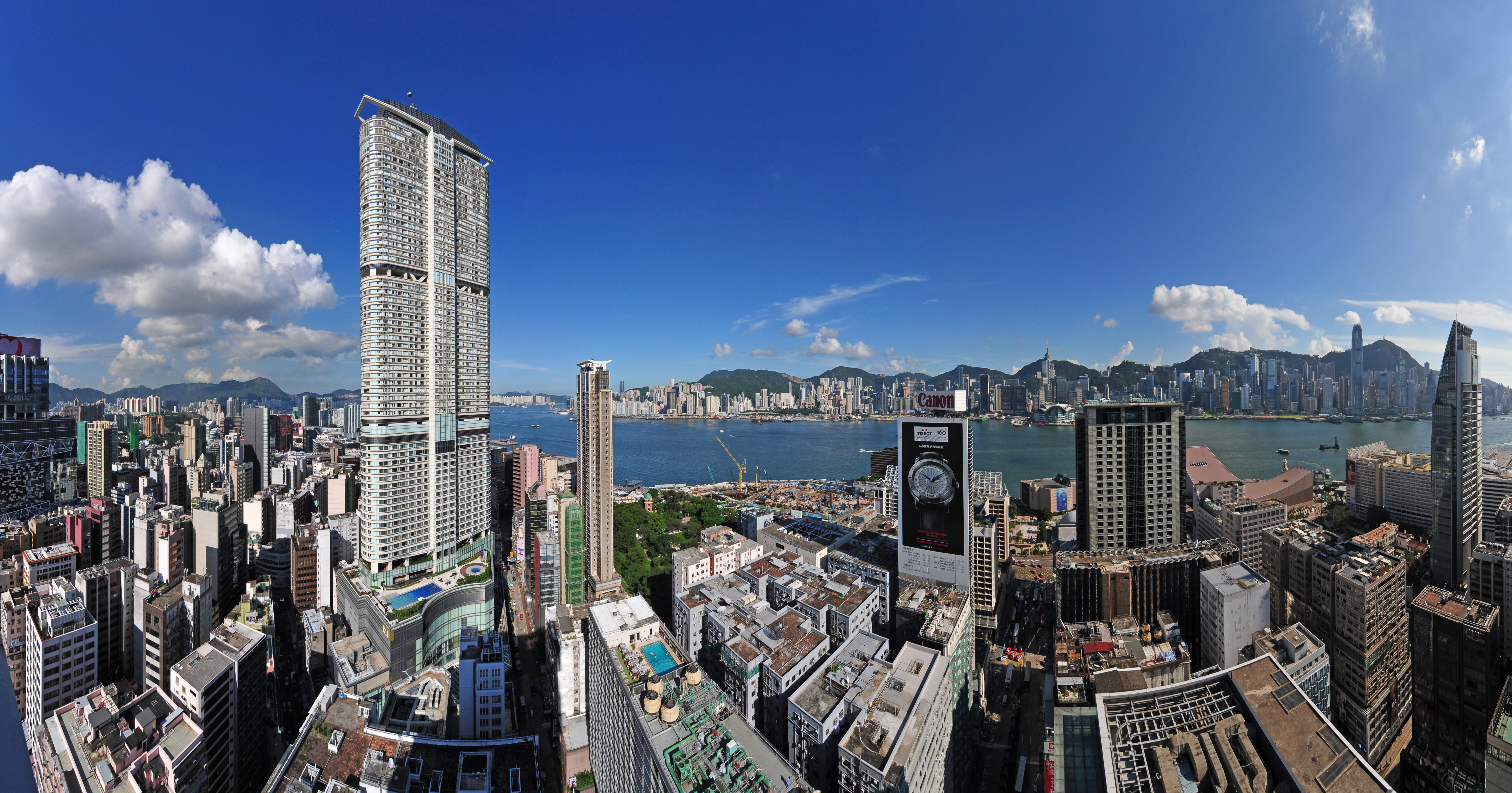
Hyatt Regency, Hongkong, Tsim Sha Tsui

Hyatt Hotels Corporation, nota semplicemente come Hyatt è una multinazionale con sede a Chicago nel settore dell'intrattenimento e in particolare della gestione di hotel e resort. È presente in 60 paesi nel mondo sotto diversi marchi. A gennaio 2014 la compagnia possedeva 590 hotel in 54 paesi. in Italia è presente il Park Hyatt di Milano, il Hyatt Centric Milano Centrale (ex. LaGare, MGallery by Sofitel), e Hyatt Centric Murano (Venezia)

## Storia
La Hyatt Corporation è nata con l'acquisto dell Hyatt House del Los Angeles International Airport il 27 settembre 1957 da parte di Ronald Hyatt e Jack Crouch.
Dopo pochi anni, Hyatt, desideroso di ritirarsi a vita privata, vendette la sua quota ai fratelli Jay e Donald Pritzker. Nel decennio che segue la catena alberghiere conobbe una rapida crescita portandola tra i più importanti concorrenti nel settore dell'ospitalità.

## Brands
- Hyatt, sono hotel di lusso di medio-grandi dimensioni tra le 200 e 600 camere (56 proprietà).
- Grand Hyatt, sono hotel di grandi dimensioni presenti nelle principali città più grandi (41 proprietà).
- Park Hyatt, è il marchio di lusso, sono proprietà di medie dimensioni che soddisfano la clientela più esigente e benestante (37 proprietà, di cui una a Milano, Italia).
- Hyatt Regency, sono proprietà rivolte ad uomini d'affari in viaggio e offrono la possibilità di tenere convegni (156 proprietà).
- Hyatt Place, sono proprietà di piccole-medie dimensioni progettate per famiglie e per un ristretto gruppo di amici (209 proprietà).
- Hyatt House, precedentemente noto come Hyatt Summerfield Suites, sono proprietà progettate per soggiorni a tempo prolungato in stile residenziale (58 proprietà).
- Hyatt Residence Club, forniscono immobili residenziali formati da multiproprietà con gli stessi servizi del marchio Hyatt (16 proprietà).
- Andaz, sono hotel di lusso molto caratteristici per il loro stile boutique(12 proprietà).
- Hyatt Ziva/Hyatt Zilara, sono villaggi ultra/super all-inclusive e Resorts per destinazione di vacanza in diversi paesaggi tra cui mare, montagna, deserto (2 proprietà).